# Микулаш Бедный из Лобковиц
Микулаш Бедный из Лобковиц (чеш. Mikuláš Chudý z Lobkowicz), Микулаш I из Лобковиц или Микулаш Бедный из Уезда (чеш. Mikuláš Chudý z Újezda; ум. в 1435 или 1441 году) — средневековый чешский земан, родоначальник дворянского рода Лобковицей. Один из организаторов реформы Пражского университета 1409 года. Высочайший писарь земских досок в 1417—1419 годах.

## Происхождение и герб
Микулаш Бедный происходил из небогатого земанского рода, он был младшим из трёх сыновей рыцаря Мареша (Мартина), владевшего небольшой крепостью и имением Уезд недалеко от Чешской Липы. Согласно традиции, отец Микулаша происходил из Польши и, исходя из этого, вероятно, принадлежал к шляхтецкому роду герба Лагода. О гербе самого Микулаша Бедного можно судить только по сохранившимся изображениям герба его сыновей, который представлял собой серебряный геральдический щит с червлёной главой, над которым помещался профиль геральдического шлема с нашлемников в виде червлёного клобука с серебряным пером (самое раннее из сохранившихся изображений этого герба датировано 1449 годом). После смерти старшего брата Блажека в 1397 году Микулаш имел имущественную тяжбу с его вдовой относительно его наследства.

## На королевской службе
Будучи младшим сыном рыцаря, Микулаш из Уезда, как и его второй брат Вацлав, был предназначен отцом к духовной карьере. Получив теологическое образование, Микулаш Бедный стал клириком, в качестве какового он упоминается под 1397 годом. После этого Микулаш продолжил своё образование в Пражском университете, где получил степень бакалавра на факультете свободных искусств. В 1401 году он поступил на королевскую службу во втором по значимости городе королевства Кутна-Гора, основной отраслью экономики которого была разработка серебряных рудников. Микулаш занял должность урбурного писаря, отвечавшего за учёт королевской доли доходов от добыча серебра (урбура), которую занимал на протяжении двадцати лет. В том же году Микулаш на свои деньги возвёл алтарь Святой Доротеи в приходском костёле Литомержице. Согласно источникам, Микулаш Бедный был «муж в книгах и в оружии хорошо сведущий». Благодаря своим профессиональным способностям Микулаш обратил на себя внимание короля Вацлава IV и заслужил его благосклонность, что очень скоро привело к увеличению земельных владений Микулаша. Об этом, в частности, свидетельствует периодическая смена предикатов, с которыми Микулаш упоминался в официальных документах того времени. В 1405—1408 годах он упоминается с предикатом «из Уезда», в 1407 года — «из Мильчевси» (de Miličoves), что свидетельствует о том, что около этого года он приобрёл деревню Мильчевес. В 1410 году Микулаш впервые упоминается с предикатом «из Лобковиц» — это соответствует тому, что в 1409 или 1410 году в его владение перешла полабская деревня Лобковице, где Микулаш, вероятно, возвёл первоначальную крепость. В том же 1410 году он пожертвовал существенные суммы костёлу Святого Микулаша в Дрхглаве, где покоился его старший брат Блажек.
В это же время начались взаимоотношения Микулаша Бедного с магистром Пражского университета Яном из Гусинца (более известного как Ян Гус), проводившего в университете реформу, целью которой было ослабление влияния немецкой профессуры. Ян Гус обратился к Микулашу с просьбой использовать своё влияние при дворе и постараться убедить короля Вацлава в необходимости изменения избирательной системы, действовавшей в Пражском университете, в направлении усиления позиций национальной чешской профессуры. Благодаря усилиям, в том числе, Микулаша Бедного, 18 января 1409 года Вацлав IV подписал знаменитый Кутногорский декрет, существенно усиливший влияние чехов на принятие решений по вопросам управления Пражским университетом. Микулаш, судя по всему, был автором концепции этого документа и его стилизатором. После того как немецкая профессура начала открытое сопротивление исполнению Кутногорского декрета, вероятно, именно Микулаш Бедный был уполномочен королём привести положения декрета в действие. В сопровождении староместских коншелов (членов городского совета) и вооружённых солдат Микулаш отнял у ректора университета Хеннинга Балтенгагена университетскую печать, метрику и ключи от библиотеки и кассы. После этого немецкие профессора в знак протеста покинули Прагу, а ректором вскоре был избран магистр Ян Гус.

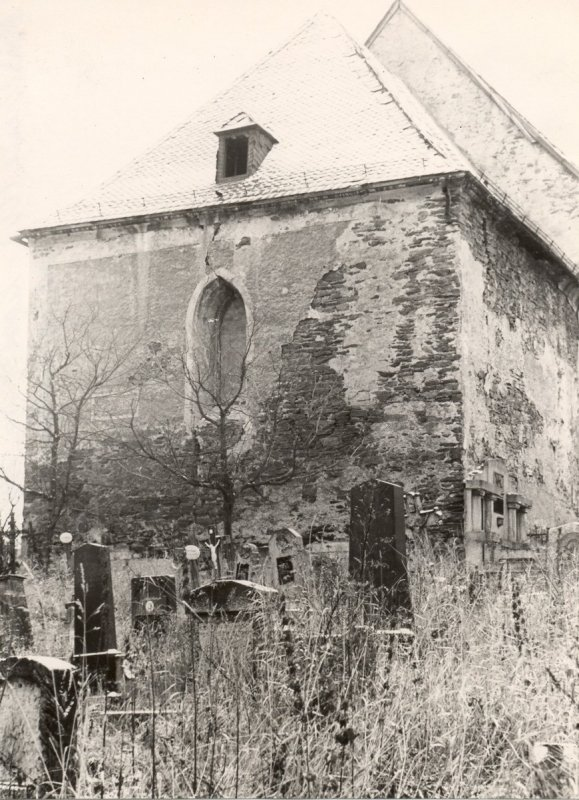
Костёл Святого Микулаша в Пршисечнице

В 1417 году Микулаш из Лобковиц был назначен на должность высочайшего писаря земских досок, которую занимал до 1419 года. В 1418 году Микулаш по приказу короля Вацлава захватил разбойничий замок Гасиштейн на севере Чехии, который король первоначально передал ему в залог, а через некоторое время — в наследственное ленное владение. В 1420 году Микулаш из Лобковиц был посвящён в рыцари. Позднее Микулаш был одарён королём ещё и другими имениями. К концу жизни, кроме Уезда, Мильчевеса и Лобковице, Микулаш Бедный владел имениями Страшков, Жидовице, Коетице и Велька у Жатеца, а также получал доходы ещё с трёх имений. В 1418—1420 годах Микулаш держал в качестве залога несколько королевских замков.
Преследование Яна Гуса и начало Гуситских войн раскололо чешское общество, в том числе, дворянство. Микулаш из Лобковиц первоначально поддерживал сторонников Яна Гуса, с которым был знаком лично (уже находясь в заключении в Констанце Гус в одном из писем передавал привет Микулашу), в дальнейшем, однако, перешёл на сторону короля Зикмунда Люксембургского. Микулаш Бедный умер в 1435 или 1441 году влиятельным и довольно состоятельным дворянином и был похоронен в Пршисечнице, в костёле Святого Микулаша.

## Семья
Микулаш I из Лобковиц был женат дважды. Первая супруга, Анна из Нехвалиц умерла до 1411 года, о второй — Зофке — известно лишь, что в 1411 и 1412 годах Микулаш определил её будущую вдовью долю. От первого брака Микулаш имел двух сыновей:
- Микулаш II Гасиштейнский (ум. 1462) — основатель гасиштейнской ветви рода Лобковицей, советник короля Йиржи из Подебрад; женат на Зофии из Жиротина (ум. 1459) — последней представительнице своего рода; в 1459 году возведён в достоинство имперского свободного пана с добавлением в родовой герб чернёной орлицы — геральдического символа рода Жиротиных;
- Ян I Попел (ум. 1470) — основатель ветви рода, известной как Попелы из Лобковиц, противник Йиржи из Подебрад, член «Страконицкого единства»; женат на Анне Швиговской из Ризмберка (ум. 1476); в 1459 году вместе со старшим братом возведён в достоинство имперского свободного пана с добавлением в родовой герб чернёной орлицы — геральдического символа рода Жиротиных;
- Анна из Лобковиц — супруга Керунка из Сулевиц на Милешове (1420—1454)[10].